# Chiesa di San Giorgio (Merano)
La chiesa di San Giorgio (in ted. St. Georgen(-kirche) in Obermais) è una chiesa di rito cattolico-romano che si trova nel quartiere di Maia Alta del comune di Merano.

## Storia
La chiesa viene citata per la prima volta in una donazione del 1256 da parte della contessa Adelaide di Tirolo per la salvezza dell'anima di suo padre Alberto III di Tirolo. All'epoca San Giorgio faceva parte della parrocchia di San Vigilio di Maia (oggi Maia Bassa).
Nel 1273, Mainardo II di Tirolo-Gorizia regalò la chiesa e altri possedimenti all'abbazia di Stams, cosa che provocò uno scontro con la diocesi di Trento, proprietaria dei beni. Solo nel 1492 la questione si risolse e la chiesa di San Giorgio passò sotto il controllo del monastero di Stams.
Nel 1490 avvenne la prima grande ristrutturazione della chiesa e l'originale edificio romanico fu trasformato in forme gotiche.
Nel 1620 Johann Eckart von Rosenberg, signore di Winkl e Knillenberg, scelse la chiesa come luogo dove edificare la tomba di famiglia. Egli fece costruire una nuova cappella laterale verso nord, dove vennero inumati lui e altri appartenenti alla sua famiglia.
Durante l'VIII secolo vennero eliminate le volte gotiche e l'interno della chiesa assunse un aspetto barocco.
L'ultimo importante restauro fu eseguito nel 1914: la chiesa venne allungata di un'arcata, la cappella laterale dei von Rosenberg venne trasformata in navata e fu costruita una nuova navata verso sud.

## Struttura
A causa dei vari rimaneggiamenti che subi nel corso dei secoli, la chiesa di San Giorgio si presenta oggi come una fusione di stili gotico, rinascimentale e barocco.

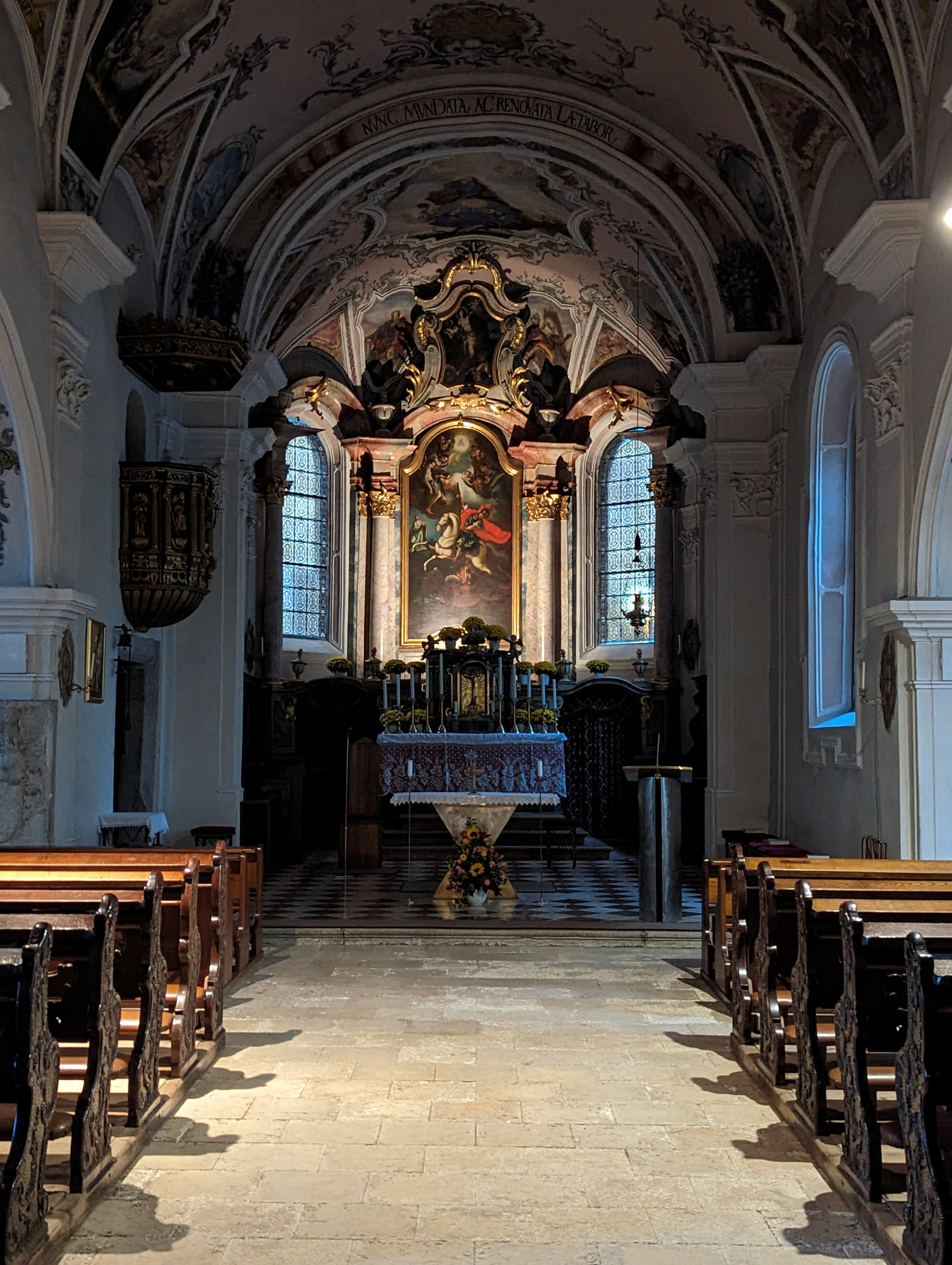

### Interno
L'interno è formato da tre navate. Il soffitto della navata centrale è affrescato con scene della vita di San Giorgio ad opera del pittore Josef Wengenmayr e risalenti al 1765. Opera dello stesso artista è anche il dipinto raffigurante San Giorgio sopra l'altare maggiore.
La navata sinistra è stata ricavata da una cappella laterale fatta costruire da Johann Eckart von Rosenberg la cui lapide, prima inserita nel pavimento, si trova ora a destra dell'altare laterale. È adornata con affreschi sui maestri della Chiesa e San Bernardo di Clairvaux.
Nella navata destra si trova il fonte battesimale e un crocifisso del 1700 donato in seguito alla chiesa.

### Esterno
L'esterno è decorato da affreschi venuti alla luce durante il restauro del 1914. Si tratta di una crocifissione del XV secolo, di una raffigurazione di San Giorgio del XVIII secolo e di raffigurazioni di altri santi del XVI secolo.